# بريندا جانديني
بريندا جانديني (بالإسبانية: Brenda Gandini)‏ هي مغنية وعارضة وممثلة أرجنتينية، ولدت في 8 أغسطس 1984 ببوينس آيرس في الأرجنتين.

## وصلات خارجية
- بريندا جانديني على موقع IMDb (الإنجليزية)
- بريندا جانديني على موقع روتن توميتوز (الإنجليزية)
- بريندا جانديني على موقع قاعدة بيانات الفيلم (الإنجليزية)